# Stazione meteorologica di Monte Terminillo

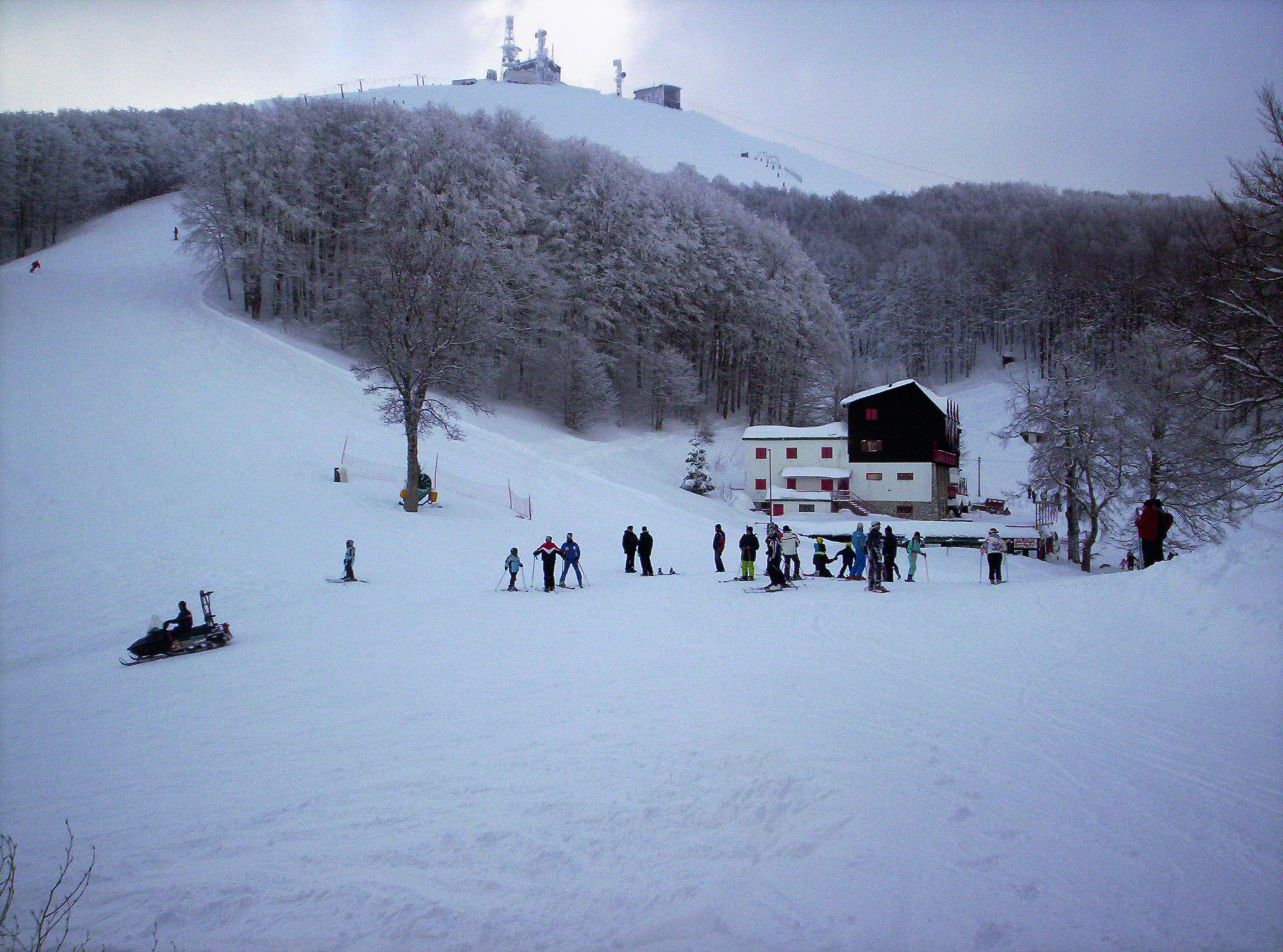
Veduta panoramica dell'area di ubicazione innevata della stazione meteorologica

La stazione meteorologica di Monte Terminillo è la stazione meteorologica di riferimento per il servizio meteorologico dell'Aeronautica Militare e per l'Organizzazione Mondiale della Meteorologia, relativa all'area montana del Monte Terminillo.

## Caratteristiche
La stazione meteorologica è situata nell'Italia centrale, nel Lazio, in provincia di Rieti, nel comune di Cantalice, a 1.875 metri s.l.m. alle coordinate geografiche 42°27′34.06″N 12°59′07.55″E. La sua ubicazione è, in realtà, presso la base dell'Aeronautica Militare del vicino rilievo di Monte Terminilluccio, pur portando la denominazione della vetta più elevata dell'area.
A seguito della dismissione dell'osservatorio presidiato e all'automatizzazione del sito, dal dicembre 2014 la stazione automatica DCP effettua rilevazioni orarie automatiche nei SYNOP con registrazioni della temperatura dell'aria, della temperatura di rugiada, delle precipitazioni, dell'eliofania, della pressione atmosferica, della direzione e della velocità del vento; precedentemente, venivano emessi anche i METAR dal personale dell'osservatorio con i dati sulla nuvolosità in chiaro e sulla visibilità.

## Medie climatiche ufficiali

### Dati climatologici 1971-2000
In base alle medie climatiche relative al trentennio 1971-2000, le più recenti in uso, la temperatura media del mese più freddo, febbraio è di -2 °C, mentre quella del mese più caldo, agosto, è di 14,2 °C; mediamente si contano 146 giorni di gelo all'anno. Nel trentennio esaminato, i valori estremi di temperatura sono i +28,0 °C dell'agosto 1998 e i -22,5 °C del gennaio 1979.
Le precipitazioni medie annue, spesso nevose tra novembre ed aprile, si attestano a 738 mm, mediamente distribuite in 85 giorni, con minimo relativo in inverno e picco massimo in autunno.
L'umidità relativa media annua fa registrare il valore di 76,4% con minimi di 70% a luglio e ad agosto e massimo di 81% ad aprile; mediamente si registrano 179 giorni annui con episodi nebbiosi.
Di seguito è riportata la tabella con le medie climatiche e i valori massimi e minimi assoluti registrati nel trantennio 1971-2000 e pubblicati nell'Atlante Climatico d'Italia del Servizio Meteorologico dell'Aeronautica Militare relativo al medesimo trentennio.
| Monte Terminillo (1971-2000)    | Mesi         | Mesi         | Mesi         | Mesi        | Mesi        | Mesi        | Mesi        | Mesi        | Mesi        | Mesi        | Mesi         | Mesi         | Stagioni | Stagioni | Stagioni | Stagioni | Anno  |
| Monte Terminillo (1971-2000)    | Gen          | Feb          | Mar          | Apr         | Mag         | Giu         | Lug         | Ago         | Set         | Ott         | Nov          | Dic          | Inv      | Pri      | Est      | Aut      | Anno  |
| ------------------------------- | ------------ | ------------ | ------------ | ----------- | ----------- | ----------- | ----------- | ----------- | ----------- | ----------- | ------------ | ------------ | -------- | -------- | -------- | -------- | ----- |
| T. max. media (°C)              | 0,9          | 0,5          | 2,2          | 4,1         | 9,4         | 13,0        | 16,9        | 17,3        | 13,0        | 8,9         | 4,2          | 1,7          | 1,0      | 5,2      | 15,7     | 8,7      | 7,7   |
| T. min. media (°C)              | −3,8         | −4,4         | −3,0         | −0,9        | 3,8         | 7,2         | 10,6        | 11,1        | 7,2         | 3,7         | −0,6         | −3,3         | −3,8     | 0,0      | 9,6      | 3,4      | 2,3   |
| T. max. assoluta (°C)           | 16,4 (1993)  | 15,2 (1998)  | 14,6 (1989)  | 15,8 (1993) | 22,6 (1988) | 24,8 (1982) | 27,4 (1998) | 28,0 (1998) | 26,0 (1975) | 20,4 (1989) | 18,2 (1999)  | 17,2 (1994)  | 17,2     | 22,6     | 28,0     | 26,0     | 28,0  |
| T. min. assoluta (°C)           | −22,5 (1979) | −18,2 (1979) | −17,1 (1987) | −9,8 (1986) | −4,0 (1991) | −2,2 (1998) | 1,8 (1975)  | 1,2 (1978)  | −3,3 (1971) | −8,0 (1997) | −14,2 (1975) | −17,7 (1980) | −22,5    | −17,1    | −2,2     | −14,2    | −22,5 |
| Giorni di calura (Tmax ≥ 30 °C) | 0            | 0            | 0            | 0           | 0           | 0           | 0           | 0           | 0           | 0           | 0            | 0            | 0        | 0        | 0        | 0        | 0     |
| Giorni di gelo (Tmin ≤ 0 °C)    | 26           | 25           | 25           | 19          | 5           | 0           | 0           | 0           | 0           | 5           | 16           | 25           | 76       | 49       | 0        | 21       | 146   |
| Precipitazioni (mm)             | 31,1         | 42,9         | 39,4         | 65,0        | 67,7        | 72,2        | 49,8        | 56,0        | 85,5        | 94,9        | 88,0         | 45,4         | 119,4    | 172,1    | 178,0    | 268,4    | 737,9 |
| Giorni di pioggia               | 6            | 6            | 6            | 9           | 8           | 8           | 6           | 6           | 7           | 9           | 8            | 6            | 18       | 23       | 20       | 24       | 85    |
| Giorni di nebbia                | 17           | 18           | 19           | 20          | 17          | 14          | 7           | 9           | 15          | 19          | 19           | 19           | 54       | 56       | 30       | 53       | 193   |
| Umidità relativa media (%)      | 75           | 76           | 78           | 81          | 78          | 77          | 70          | 70          | 78          | 77          | 79           | 78           | 76,3     | 79       | 72,3     | 78       | 76,4  |

### Dati climatologici 1961-1990
Secondo i dati medi del trentennio 1961-1990, ancora in uso per l'Organizzazione meteorologica mondiale e definito Climate Normal (CLINO), la temperatura media del mese più freddo, febbraio, si attesta a -2,7 °C, mentre quella del mese più caldo, luglio, è di +13,2 °C. Nel medesimo trentennio, la temperatura minima assoluta ha toccato i -22,5 °C nel gennaio 1979 (media delle minime assolute annue di -14,8 °C), mentre la massima assoluta ha fatto registrare i +28,2 °C nel luglio 1965 (media delle massime assolute annue di +23,2 °C).
La nuvolosità media annua si attesta a 4,4 okta giornalieri, con minimo in luglio di 2,8 okta e massimo di 5,4 okta in aprile.
L'umidità relativa si attesta ad un valore medio annuo di 77,8%, con minimo in luglio del 70% e massimo in aprile di 81%.
L'eliofania assoluta media annua si attesta a 5,3 ora giornaliere, con massimo di 8,9 ore giornaliere in luglio e minimo di 3,1 ore giornaliere in dicembre.
| Monte Terminillo (1961-1990)                         | Mesi         | Mesi         | Mesi         | Mesi         | Mesi        | Mesi        | Mesi        | Mesi        | Mesi        | Mesi        | Mesi         | Mesi         | Stagioni | Stagioni | Stagioni | Stagioni | Anno   |
| Monte Terminillo (1961-1990)                         | Gen          | Feb          | Mar          | Apr          | Mag         | Giu         | Lug         | Ago         | Set         | Ott         | Nov          | Dic          | Inv      | Pri      | Est      | Aut      | Anno   |
| ---------------------------------------------------- | ------------ | ------------ | ------------ | ------------ | ----------- | ----------- | ----------- | ----------- | ----------- | ----------- | ------------ | ------------ | -------- | -------- | -------- | -------- | ------ |
| T. max. media (°C)                                   | −0,3         | −0,5         | 1,1          | 3,6          | 8,6         | 12,3        | 16,1        | 16,0        | 12,8        | 8,8         | 4,0          | 0,9          | 0,0      | 4,4      | 14,8     | 8,5      | 7,0    |
| T. min. media (°C)                                   | −4,6         | −4,9         | −3,4         | −1,0         | 3,4         | 6,9         | 10,2        | 10,2        | 7,4         | 3,9         | −0,5         | −3,7         | −4,4     | −0,3     | 9,1      | 3,6      | 2,0    |
| T. max. assoluta (°C)                                | 14,5 (1962)  | 14,4 (1990)  | 14,6 (1989)  | 14,6 (1977)  | 22,6 (1988) | 24,8 (1982) | 28,2 (1965) | 25,0 (1983) | 26,0 (1975) | 20,4 (1989) | 16,6 (1989)  | 14,4 (1986)  | 14,5     | 22,6     | 28,2     | 26,0     | 28,2   |
| T. min. assoluta (°C)                                | −22,5 (1979) | −18,2 (1979) | −17,1 (1987) | −10,0 (1965) | −7,1 (1962) | −2,1 (1962) | 0,8 (1969)  | 1,2 (1978)  | −3,3 (1971) | −7,0 (1978) | −14,2 (1975) | −18,0 (1961) | −22,5    | −17,1    | −2,1     | −14,2    | −22,5  |
| Nuvolosità (okta al giorno)                          | 4,9          | 5,1          | 5,0          | 5,4          | 4,9         | 4,4         | 2,8         | 3,1         | 3,8         | 4,1         | 4,8          | 4,8          | 4,9      | 5,1      | 3,4      | 4,2      | 4,4    |
| Umidità relativa media (%)                           | 79           | 80           | 80           | 81           | 80          | 79          | 70          | 73          | 77          | 77          | 78           | 79           | 79,3     | 80,3     | 74       | 77,3     | 77,8   |
| Eliofania assoluta (ore al giorno)                   | 3,4          | 3,9          | 4,0          | 4,5          | 6,1         | 6,9         | 8,9         | 8,0         | 6,5         | 5,2         | 3,5          | 3,1          | 3,5      | 4,9      | 7,9      | 5,1      | 5,3    |
| Radiazione solare globale media (centesimi di MJ/m²) | 630          | 900          | 1 168        | 1 434        | 1 774       | 1 898       | 2 226       | 1 925       | 1 467       | 1 065       | 657          | 527          | 2 057    | 4 376    | 6 049    | 3 189    | 15 671 |

## Valori estremi

### Temperature estreme mensili dal 1951 ad oggi
Nella tabella sottostante sono riportate le temperature massime e minime assolute mensili, stagionali ed annuali dal 1951 ad oggi, con il relativo anno in cui si queste si sono registrate. La massima assoluta del periodo esaminato di +28,9 °C risale all'agosto 2019, mentre la minima assoluta di -22,5 °C è del gennaio 1979.
| Monte Terminillo (1951-2023) | Mesi         | Mesi         | Mesi         | Mesi         | Mesi        | Mesi        | Mesi        | Mesi        | Mesi        | Mesi        | Mesi         | Mesi         | Stagioni | Stagioni | Stagioni | Stagioni | Anno  |
| Monte Terminillo (1951-2023) | Gen          | Feb          | Mar          | Apr          | Mag         | Giu         | Lug         | Ago         | Set         | Ott         | Nov          | Dic          | Inv      | Pri      | Est      | Aut      | Anno  |
| ---------------------------- | ------------ | ------------ | ------------ | ------------ | ----------- | ----------- | ----------- | ----------- | ----------- | ----------- | ------------ | ------------ | -------- | -------- | -------- | -------- | ----- |
| T. max. assoluta (°C)        | 16,4 (1993)  | 15,2 (1998)  | 15,7 (2019)  | 19,4 (2003)  | 23,1 (2015) | 25,8 (2019) | 28,0 (2005) | 28,9 (2019) | 26,0 (1975) | 20,4 (1989) | 18,2 (1999)  | 17,2 (1994)  | 17,2     | 23,1     | 28,9     | 26,0     | 28,9  |
| T. min. assoluta (°C)        | −22,5 (1979) | −18,2 (1979) | −17,1 (1987) | −14,8 (2003) | −7,1 (1962) | −2,2 (1998) | 0,8 (1969)  | 1,2 (1978)  | −3,3 (1971) | −8,0 (1997) | −14,2 (1975) | −18,0 (1961) | −22,5    | −17,1    | −2,2     | −14,2    | −22,5 |